# Hroznýš psohlavý
Hroznýš psohlavý (Sanzinia madagascariensis) je madagaskarský hroznýšovitý had. Vyskytuje se jen na tomto ostrově, je to endemit. Dorůstá kolem dvou metrů, někdy i více. Hlavu má výrazně oddělenou od těla, spíš než hroznýšům rodu Boa se vzhledem těla podobá psohlavcům Corallus. Mívá různorodé zbarvení, většinou hnědé s kosočtverečnými skvrnami.

## Způsob života
Žijí v lesích a to na zemi i ve větvích. Loví menší ptactvo, ale i savce. Na Madagaskaru během našich letních prázdnin přezimují, pak následuje páření, samice pak další rok na jaře rodí až 15 živých mláďat.